# U-305
U-305 — средняя немецкая подводная лодка типа VIIC времён Второй мировой войны.

## История
Заказ на постройку субмарины был отдан 20 января 1941 года. Лодка была заложена 30 августа 1941 года на верфи Флендер-Верке, Любек, под строительным номером 305, спущена на воду 25 июля 1942 года. Лодка вошла в строй 17 сентября 1942 года под командованием оберлейтенанта Рудольфа Бара.

### Флотилии
- 17 сентября 1942 года — 28 февраля 1943 года — 8-я флотилия (учебная)
- 1 марта 1943 года — 16 января 1944 года — 1-я флотилия

### История службы
Лодка совершила 4 боевых похода, потопила 2 судна суммарным водоизмещением 13 045 брт и 2 военных корабля (2 560 тонн). Пропала без вести 16 января 1944 года предположительно погибнув из-за циркуляции своей же торпеды в примерном районе 49° с. ш. 18° з. д.. 51 погибших (весь экипаж).
До сентября 2003 года историки считали, что лодка была потоплена 17 января 1944 года в Северной Атлантике к юго-западу от Ирландии, в районе с координатами 49°39′ с. ш. 20°10′ з. д. глубинными бомбами с британского эсминца HMS Wanderer и британского фрегата HMS Glenarm. Более вероятно, что в той атаке погибла U-377, хотя по поводу её гибели также есть различные версии.

### Волчьи стаи
U-305 входила в состав следующих «волчьих стай»:
- Sturmer 14 марта 1943 года — 20 марта 1943
- Seewolf 25 — 30 марта 1943
- Leuthen 23 августа — 24 сентября 1943

### Атаки на лодку
- Утром 22 мая 1943 года лодку атаковал самолёт типа «Эвенджер» из авиагруппы эскортного авианосца USS Bogue. U-305 погрузилась, уходя от преследования и для ремонта полученных повреждений. Когда через три часа лодка всплыла, её уже поджидал другой «Эвенджер», сбросивший 4 глубинных бомбы, нанёсшие новые повреждения и вынудившие U-305 вернуться на базу.